# 三軒屋町 (境港市)
三軒屋町（さんげんやちょう）は鳥取県境港市の町名。郵便番号は684-0064。

## 地理
境港市の南西部で、渡町南部を囲んで逆L型の町域をなす。西端は中海に臨んでいる。

## 歴史
もと小篠津村支村三軒屋と新屋村支村砂三軒屋を合併。『弓浜新古抜萃記』によると、「最古の開発者は大篠津村の安田氏と伝えられ、以後渡村と小篠津村を中心とする外浜地区からの移住が相次いだ」という。1981年、境港市の町名となる。

## 経済

### 産業
農業
- イチゴ、トマト、キュウリなどの施設園芸が中心[4]。
- 養鶏業も営まれる[4]。

店・企業
- 三軒屋簡易郵便局
- ローソン境港三軒屋店

## 世帯数と人口
2021年（令和3年）11月30日現在の世帯数と人口は以下の通りである。
| 町丁     | 世帯数  | 人口  |
| -------- | ------- | ----- |
| 三軒屋町 | 197世帯 | 455人 |

## 小・中学校の学区
市立小・中学校に通う場合、学区は以下の通りとなる。
| 番地 | 小学校             | 中学校             |
| ---- | ------------------ | ------------------ |
| 全域 | 境港市立中浜小学校 | 境港市立第二中学校 |

## 交通

### 鉄道
- 町域内に鉄道施設はない。

### 道路
- 鳥取県道47号米子境港線

## 地域

### 施設
会館
- 三軒屋会館

公園
- 竜ヶ山公園 - 市内最大の広さを有する公園である[6]。

宗教
- 三軒屋神社